# Gaston (Disney)
Pour les articles homonymes, voir Gaston.
Gaston est un personnage de fiction et principal antagoniste du long métrage d'animation La Belle et la Bête, des studios Disney par Gary Trousdale et Kirk Wise, sorti en 1991.

## Description
Gaston n'est pas un personnage issu du conte original, cependant sa présence et son évolution au cours du film contribuent à mettre en avant la morale du conte.
Au début, Gaston apparaît plus comme un personnage comique que comme un véritable antagoniste. Machiste et égocentrique, il apparaît alors comme un bellâtre populaire mais très limité intellectuellement avec des idées étroites. Cependant, on voit peu à peu le personnage évoluer et devenir plus sournois et cruel, capable d'utiliser sa notoriété et ses relations à son avantage.
Gaston est un jeune chasseur et propriétaire de la taverne du village où vit Belle, il est très respecté des villageois et a beaucoup de succès auprès des femmes. Il courtise régulièrement Belle, au grand dam de cette dernière qui le trouve grossier et vaniteux. Bien que Belle repousse sans cesse ses avances, Gaston ne renonce pas et va jusqu'à demander la jeune fille en mariage. La demande en mariage est un véritable échec et Gaston se retrouve humilié. Alors qu'il rumine sa vengeance, Maurice fait irruption affolé dans la taverne et lui révèle l'emprisonnement de Belle par la Bête. Incrédule, Gaston le fait expulser et envisage d'utiliser l'histoire de Maurice en sa faveur. Il soudoie Monsieur d'Arque, le directeur de l'asile local pour qu'il fasse interner Maurice dans l'espoir de persuader Belle à l'épouser. 
Lorsque Belle revient au village, elle est confrontée aux villageois menés par Gaston pour faire interner son père. Gaston lui dit qu'il réglera le problème si elle accepte de l'épouser, ce qu'elle refuse. Se voyant repoussé une nouvelle fois, Gaston ne fait rien pour disculper Maurice et le regarde l'air satisfait se faire emmener par les dirigeants de l'asile. Belle révèle l’existence de la Bête, ce qui disculpe Maurice et fait échouer le plan de Gaston.
Réalisant que Maurice disait la vérité et que Belle s'est prise d'affection pour la Bête, Gaston décide de se rendre au château accompagné des villageois pour la tuer personnellement. Au château, la Bête est totalement anéantie par le départ de Belle et refuse toute confrontation, Gaston n'hésite pourtant pas à l'attaquer sauvagement. Heureusement, Belle arrivera à temps au château pour l'inciter à se défendre. Malgré la supériorité physique de la Bête, Gaston n'abandonne pas le combat et dans un élan d'arrogance se précipite sur son adversaire qui l’agrippe avant de le suspendre au-dessus du vide. Il perd aussitôt toute assurance et supplie la Bête de l'épargner. Bien que la Bête ait choisi de le laisser vivre, il profitera des retrouvailles avec Belle pour asséner à la Bête un coup de couteau qui lui sera fatal avant de perdre pied et mourir d'une chute vertigineuse. Lors du visionnage de cette chute au ralenti, image par image, il est possible d'apercevoir, sur deux gros plans consécutifs, des têtes de mort dans le fond des yeux de Gaston.

## Apparence
Gaston est un jeune homme musclé, de grande taille, avec des cheveux noirs et des yeux bleus. Il apparaît le plus souvent vêtu d'une chemise rouge, d'un pantalon noir et de bottes en cuir. Lorsqu'il se présente chez Belle pour faire sa demande en mariage, il est vêtu d'un veston beige, d'une veste en queue-de-pie rouge et or, d'un pantalon blanc et de bottes noires. Lorsqu'il se rend au château de la Bête, il porte en plus de sa tenue habituelle des gants beiges et une cape noire. Étant un chasseur il a comme arme un tromblon qu'il n'utilisera pas contre la bête mais un arc avec un carquois de flèches sans doute pour montrer du courage à ses camarades. Mais trop sûr de lui il se débarrassera de son arc contre la bête et n'aura plus qu’un poignard juste avant de basculer dans le vide.

## Interprètes
- Voix originale : Richard White
- Voix allemande : Engelbert von Nordhausen (voix parlée), Peter Edelmann (voix chantée)
- Voix brésilienne : Garcia Júnior (voix parlée), Maurício Luz (voix chantée)
- Voix danoise :
- Voix espagnole latino-américaine : Emilio Guerrero (voix parlée), Armando Gama (voix chantée)
- Voix espagnole d'Espagne : Juan Carlos Gustems (voix parlée), Xavier Ribera-Vall (voix chantée)
- Voix finnoise : Esa Ruuttunen
- Voix française :  François Le Roux
- Voix hongroise : Péter Vincze Gábor
- Voix islandaise :
- Voix italienne : Roberto Pedicini (voix parlée), Carlo Lepore (voix chantée)
- Voix japonaise : Osamuni Matsumoto
- Voix néerlandaise : Henk Poort
- Voix norvégienne : Paul Åge Johannessen
- Voix polonaise : Marek Stołowski (1991), Jakub Szydłowski (2002)
- Voix portugaise : João Craveiro (voix parlée), João Rosa (voix chantée)
- Acteur du film La Belle et la Bête  : Luke Evans (2017)

## Chansons interprétées par Gaston
- Belle (Belle) avec Belle, Lefou et les chœurs
- Gaston (Gaston) avec Lefou, et les chœurs
- Tuons la bête (The Mob Song) avec les chœurs